# 普施察-沃迪查森林
普施察-沃迪查森林（乌克兰语：Пуща-Водицький ліс）也被称为普施察-沃迪查森林公园，是位于烏克蘭基輔市北部的一片林地，它位于基辅-科维尔高速公路、大环路和vulytsia Bohatyrska之间。普施察-沃迪查森林由Sviatoshyske Forestry所管轄，森林內有松树林。2005年，普施察-沃迪查森林的部分地區被闢為森林保护区。